# Langona senegalensis
Langona senegalensis là một loài nhện trong họ Salticidae.
Loài này thuộc chi Langona. Langona senegalensis được Lucien Berland & Millot miêu tả năm 1941.